# 浅野純次
浅野 純次（あさの じゅんじ、1940年 - ）は、日本の編集者、実業家。東洋経済新報社代表取締役社長や、日本雑誌協会理事長を務めた。

## 人物・経歴
東京都世田谷区生まれ。小田原市、浦和市育ち。1958年埼玉県立浦和高等学校卒業。1962年横浜国立大学経済学部卒業、東洋経済新報社入社。同期に矢吹晋がいる。会社四季報編集長、週刊東洋経済編集長を経て、1989年取締役に昇格。常務取締役を経て、1995年社長、石橋湛山記念財団評議員。2001年会長。2002年日本雑誌協会理事長。2004年経済倶楽部理事長。2007年富丘経済研究会会長。2011年東京日本橋ロータリークラブ会長。2013年出版企業年金基金理事長。2016年高橋松之助記念顕彰財団理事長。2018年全国出版協会理事長。2019年12月より石橋湛山研究学会副会長。

## 著書
- 『住友グループ』教育社 1978年
- 『商社マンの世界 : OEA作戦を推進する住友商事』日本リクルートセンター出版部 1980年
- 『食は医力 : 元気になる毎日の食卓』教育評論社 2006年
- 『多様性と個の確立 : 時評と書評から時代を読む』東方通信社 2012年